# Edward H. Bohlin
Edward H Bohlin, född 1895 i Vintrosa, Närke, död 1980 i Los Angeles, USA, var cowboy, silversmed och sadelmakare ("Saddlemaker to the Stars") i Hollywood.
Bohlin försåg filmens stora westernhjältar med sadlar och cowboyutrustning. Till kunderna hörde Tom Mix, Buck Jones, Roy Rogers, Hopalong Cassidy (William Boyd), John Wayne, Gene Autry, liksom Mae West, P K Wrigley, furstar i orienten och amerikanska presidenter. 
Edward H Bohlin (ursprungliga förnamn var Emil Helge) var näst yngst i en syskonskara på tretton barn från ett soldattorp i Närke. Som barn såg han Buffalo Bills westernshow i Köpenhamn och fick då ett löfte av William Cody om jobb, ifall den unge mannen skulle komma till USA. Som tonåring tog Bohlin hyra på ett fartyg som förde honom till Amerika och efter att ha arbetat sig västerut kom han till en egendom som tillhörde Buffalo Bill. Bohlin arbetade som cowboy, diligenskusk m.m., men öppnade också en liten verkstad och affär för lädervaror i 
Cody, Wyoming. Han gifte sig 1917, men redan 1918 dog denna hans första fru i spanska sjukan. Så gjorde också Irma Cody, Buffalo Bills dotter och fru Bohlins nära vän.
I samband med uppträdande i en ambulerande cowboyvarieté kom han i Los Angeles i kontakt med Tom Mix, som köpte Bohlins egenhändigt tillverkade utrustning och uppmanade honom att flytta sin verksamhet till 
Hollywood. 1922 etablerade han sig där med sin affär. Han kallade sig nu Edward H Bohlin ("H" för Helge).
Många filmuppsättningar behövde lädervaror, inte minst vilda-västern-filmerna. Bland de skådespelarna fann han kundkrets för sina utsökt dekorerade sadlar och övrig cowboyutstyrsel. Han gjorde sig ett namn som en av de främsta inom genren.
1947 gjorde Bohlin sitt enda besök tillbaka i Sverige. Han ställde då ut sin egen praktsadel och andra föremål på varuhuset NK i Stockholm. Hans sadel köptes senare av "den sjungande cowboyen" Gene Autry för att vara utställd i dennes hotellfoajé i Palm Springs, L.A.  Numera finns sadeln i Autry National Center i Los Angeles.  Förutom en massa andra produkter tillverkade Bohlins firma drygt tolv tusen sadlar, varumärke 
"Bohlinmade". Många av dessa ompysslas i ägarnas familjer som veteranbilar sköts i andra kretsar, sadlarna tas fram då hästfolket visar upp sig i parader och liknande. Vid ägarbyten är det fråga om stora belopp.

## Fotnoter
1. ↑  "Saddlemaker to the Stars", bok om Edward H Bohlin